# 常任俠
常任俠（1904年—1996年），原名家選，字季青，男，安徽颍上人，中国詩人、東方藝術史與藝術考古學家。

## 生平
幼讀私塾。1922年秋，考入南京美術專門學校。1928年入國立中央大學文學院。1935年春赴日本，入東京帝國大學文學部大學院進修，1936年底回國。
1938年在國民政府軍事委員會政治部第三廳第六處從事抗日宣傳工作。1938年任行政院管理中英庚款董事會協助藝術考古研究員。
1945年底赴印度任國際大學中國學院教授，1949年3月歸國。

## 主要著作
《民俗藝術考古論集》，《中國古典藝術》，《東方藝術叢談》、《絲綢之路與西域文化藝術》、《常任俠藝術考古論 文選集》等，另有合作譯著《東方的文明》、《日本繪畫史》、《中國服飾史研究》等。